# Specie fungine per stato di conservazione
Nel dicembre del 2019, la IUCN (International Union for Conservation of Nature) ha sottoposto a valutazione lo stato di conservazione di 280 specie di funghi.
Precedentemente, nel 2017, la IUCN aveva valutato lo stato di conservazione di 56 specie di funghi. In tale occasione era stata valutata anche una sottospecie, il Pleurotus nebrodensis, ma nella valutazione del 2019 tale specie non è presente. Inoltre, all'epoca, non erano state valutate eventuali sottopopolazioni.
A partire dall'ottobre 2002, il New Zealand Threat Classification System (il sistema di valutazione utilizzato in Nuova Zelanda per la valutazione dello stato di conservazione delle specie presenti in quel Paese) elencava 1512 specie e 39 sottospecie di funghi, di cui 65 specie considerate minacciate.

## Elenchi IUCN
Di seguito viene riportato l'elenco completo delle specie e delle sottospecie di funghi valutate dalla IUCN nel corso della valutazione del 2019.
| Specie                                   | Categoria Redlist    | Criteri Redlist                                  | Trend della popolazione | Phylum        | Classe            | Ordine           | Famiglia            |
| ---------------------------------------- | -------------------- | ------------------------------------------------ | ----------------------- | ------------- | ----------------- | ---------------- | ------------------- |
| Acanthothecis leucoxanthoides            | Template:IUCN status | B2ab(ii,iii,v); C2a(i); D                        | Stabile                 | ascomycota    | lecanoromycetes   | ostropales       | graphidaceae        |
| Acanthothecis paucispora                 | Template:IUCN status | A3c; B2ab(i,ii,iii,iv); C2a(i); D                | Stabile                 | ascomycota    | lecanoromycetes   | ostropales       | graphidaceae        |
| Bridgeoporus nobilissimus                | Template:IUCN status | A2c; C2a(i)                                      | Decreasing              | basidiomycota | agaricomycetes    | incertae sedis   | incertae sedis      |
| Buellia asterella                        | Template:IUCN status | A4c                                              | Decreasing              | ascomycota    | lecanoromycetes   | teloschistales   | physciaceae         |
| Deconica baylisiana                      | Template:IUCN status | D                                                | Decreasing              | basidiomycota | agaricomycetes    | agaricales       | strophariaceae      |
| Destuntzia rubra                         | Template:IUCN status | C2a(i)                                           | Decreasing              | basidiomycota | agaricomycetes    | gomphales        | gomphaceae          |
| Erioderma pedicellatum                   | Template:IUCN status | A2c+4c                                           | Decreasing              | ascomycota    | lecanoromycetes   | peltigerales     | pannariaceae        |
| Hypocreopsis amplectens                  | Template:IUCN status | C2a(i)                                           | Decreasing              | ascomycota    | sordariomycetes   | hypocreales      | hypocreaceae        |
| Lepiota luteophylla                      | Template:IUCN status | D                                                | Unknown                 | basidiomycota | agaricomycetes    | agaricales       | agaricaceae         |
| Lepiota rhodophylla                      | Template:IUCN status | D                                                | Unknown                 | basidiomycota | agaricomycetes    | agaricales       | agaricaceae         |
| Loxospora assateaguensis                 | Template:IUCN status | A3c; B1ab(iii)+2ab(iii)                          | Stabile                 | ascomycota    | lecanoromycetes   | incertae sedis   | sarrameanaceae      |
| Podoserpula miranda                      | Template:IUCN status | C2a(ii)                                          | Decreasing              | basidiomycota | agaricomycetes    | amylocorticiales | amylocorticiaceae   |
| Ramalina portosantana                    | Template:IUCN status | B1ab(iii)+2ab(iii)                               | Decreasing              | ascomycota    | lecanoromycetes   | lecanorales      | ramalinaceae        |
| Rinodina chrysomelaena                   | Template:IUCN status | A2c; B1ab(i,ii,iv)+2ab(i,ii,iv)                  | Decreasing              | ascomycota    | lecanoromycetes   | teloschistales   | physciaceae         |
| Sulcaria isidiifera                      | Template:IUCN status | B2ab(i,ii,iii,iv,v)                              | Decreasing              | ascomycota    | lecanoromycetes   | lecanorales      | parmeliaceae        |
| Abstoma purpureum                        | Template:IUCN status | D                                                | Decreasing              | basidiomycota | agaricomycetes    | agaricales       | agaricaceae         |
| Antrodia alpina                          | Template:IUCN status | C2a(i)                                           | Decreasing              | basidiomycota | agaricomycetes    | polyporales      | fomitopsidaceae     |
| Arthonia kermesina                       | Template:IUCN status | A2c+4c; B1ab(i,ii,iii,iv,v); D                   | Decreasing              | ascomycota    | arthoniomycetes   | arthoniales      | arthoniaceae        |
| Auriscalpium sp. nov. 'Blackwood'        | Template:IUCN status | D                                                | Unknown                 | basidiomycota | agaricomycetes    | russulales       | auriscalpiaceae     |
| Boletopsis nothofagi                     | Template:IUCN status | B2ab(ii,iii,v); D                                | Decreasing              | basidiomycota | agaricomycetes    | thelephorales    | bankeraceae         |
| Boletus chilensis                        | Template:IUCN status | B1ab(iii)+2ab(iii)                               | Decreasing              | basidiomycota | agaricomycetes    | boletales        | boletaceae          |
| Butyriboletus loyo                       | Template:IUCN status | A2cd+3 cd+4 cd                                   | Decreasing              | basidiomycota | agaricomycetes    | boletales        | boletaceae          |
| Calostoma insigne                        | Template:IUCN status | A4c                                              | Decreasing              | basidiomycota | agaricomycetes    | boletales        | calostomataceae     |
| Cetreliopsis papuae                      | Template:IUCN status | B2ab(iii,iv)                                     | Unknown                 | ascomycota    | lecanoromycetes   | lecanorales      | parmeliaceae        |
| Cladonia perforata                       | Template:IUCN status | B1ab(iii,iv,v)c(iii,iv)                          | Unknown                 | ascomycota    | lecanoromycetes   | lecanorales      | cladoniaceae        |
| Claustula fischeri                       | Template:IUCN status | B2ab(ii,iii,iv,v); C2a(i)                        | Decreasing              | basidiomycota | agaricomycetes    | phallales        | claustulaceae       |
| Cortinarius osloensis                    | Template:IUCN status | C2a(i)                                           | Decreasing              | basidiomycota | agaricomycetes    | agaricales       | cortinariaceae      |
| Cortinarius pavelekii                    | Template:IUCN status | A2ce; B1ab(ii,iii,iv,v)+2ab(ii,iii,iv,v); C2a(i) | Decreasing              | basidiomycota | agaricomycetes    | agaricales       | cortinariaceae      |
| Cortinarius prasinocyaneus               | Template:IUCN status | C2a(i)                                           | Decreasing              | basidiomycota | agaricomycetes    | agaricales       | cortinariaceae      |
| Cystoderma carpaticum                    | Template:IUCN status | D                                                | Stabile                 | basidiomycota | agaricomycetes    | agaricales       | agaricaceae         |
| Echinodontium ballouii                   | Template:IUCN status | D                                                | Unknown                 | basidiomycota | agaricomycetes    | russulales       | echinodontiaceae    |
| Echinodontium japonicum                  | Template:IUCN status | B1ab(i,iii,iv,v); C2a(i)                         | Decreasing              | basidiomycota | agaricomycetes    | russulales       | echinodontiaceae    |
| Echinodontium ryvardenii                 | Template:IUCN status | C2a(i)                                           | Unknown                 | basidiomycota | agaricomycetes    | russulales       | echinodontiaceae    |
| Entoloma eugenei                         | Template:IUCN status | C2a(i)                                           | Decreasing              | basidiomycota | agaricomycetes    | agaricales       | entolomataceae      |
| Entoloma ravinense                       | Template:IUCN status | D                                                | Stable                  | basidiomycota | agaricomycetes    | agaricales       | entolomataceae      |
| Fevansia aurantiaca                      | Template:IUCN status | B2ab(ii,iii,iv,v); C2a(i)                        | Decreasing              | basidiomycota | agaricomycetes    | boletales        | rhizopogonaceae     |
| Flaviporus citrinellus                   | Template:IUCN status | A2c+4c                                           | Decreasing              | basidiomycota | agaricomycetes    | polyporales      | meruliaceae         |
| Fomitopsis officinalis                   | Template:IUCN status | A2ad                                             | Decreasing              | basidiomycota | agaricomycetes    | polyporales      | fomitopsidaceae     |
| Ganoderma sp. nov. 'Awaroa'              | Template:IUCN status | D                                                | Unknown                 | basidiomycota | agaricomycetes    | polyporales      | ganodermataceae     |
| Gastroboletus valdivianus                | Template:IUCN status | B1ab(iii)+2ab(iii)                               | Decreasing              | basidiomycota | agaricomycetes    | boletales        | boletaceae          |
| Gastrolactarius camphoratus              | Template:IUCN status | A2c; C2a(i)                                      | Decreasing              | basidiomycota | agaricomycetes    | russulales       | russulaceae         |
| Gloeocantharellus dingleyae              | Template:IUCN status | C2a(ii)                                          | Decreasing              | basidiomycota | agaricomycetes    | gomphales        | gomphaceae          |
| Gloiocephala cerkezii                    | Template:IUCN status | D                                                | Decreasing              | basidiomycota | agaricomycetes    | agaricales       | physalacriaceae     |
| Gloioxanthomyces vitellinus              | Template:IUCN status | A2c+3d+4c                                        | Decreasing              | basidiomycota | agaricomycetes    | agaricales       | incertae sedis      |
| Gymnoderma insulare                      | Template:IUCN status | B2ab(i,ii,iii,v)                                 | Decreasing              | ascomycota    | lecanoromycetes   | lecanorales      | cladoniaceae        |
| Heimioporus australis                    | Template:IUCN status | B1ab(iii); D                                     | Unknown                 | basidiomycota | agaricomycetes    | boletales        | boletaceae          |
| Hygrocybe boothii                        | Template:IUCN status | B1ab(iii,v); D                                   | Decreasing              | basidiomycota | agaricomycetes    | agaricales       | hygrophoraceae      |
| Hygrocybe flavifolia                     | Template:IUCN status | C2a(i)                                           | Decreasing              | basidiomycota | agaricomycetes    | agaricales       | hygrophoraceae      |
| Hygrocybe noelokelani                    | Template:IUCN status | C1                                               | Decreasing              | basidiomycota | agaricomycetes    | agaricales       | hygrophoraceae      |
| Hygrocybe pakelo                         | Template:IUCN status | B1ab(ii,iii,iv,v)+2ab(ii,iii,iv,v)               | Decreasing              | basidiomycota | agaricomycetes    | agaricales       | hygrophoraceae      |
| Hygrophorus calophyllus                  | Template:IUCN status | A2c+3c+4c                                        | Decreasing              | basidiomycota | agaricomycetes    | agaricales       | hygrophoraceae      |
| Hymenopellis atroruginosus               | Template:IUCN status | B1ab(i,iii,v)+2ab(i,iii,v)                       | Decreasing              | basidiomycota | agaricomycetes    | agaricales       | physalacriaceae     |
| Hyphoderma etruriae                      | Template:IUCN status | C2a(i); D                                        | Decreasing              | basidiomycota | agaricomycetes    | polyporales      | meruliaceae         |
| Ileodictyon sp. nov. 'vert de garnierii' | Template:IUCN status | B1ab(iii); D                                     | Unknown                 | basidiomycota | agaricomycetes    | phallales        | phallaceae          |
| Laccariopsis mediterranea                | Template:IUCN status | A3c                                              | Decreasing              | basidiomycota | agaricomycetes    | agaricales       | physalacriaceae     |
| Lactarius novae-zelandiae                | Template:IUCN status | B2ab(iii); C2a(i); D                             | Decreasing              | basidiomycota | agaricomycetes    | russulales       | russulaceae         |
| Macrocystidia reducta                    | Template:IUCN status | B1ab(iii,v)+2ab(iii,v)                           | Decreasing              | basidiomycota | agaricomycetes    | agaricales       | marasmiaceae        |
| Neolentiporus squamosellus               | Template:IUCN status | C2a(i)                                           | Unknown                 | basidiomycota | agaricomycetes    | polyporales      | fomitopsidaceae     |
| Phaeocollybia oregonensis                | Template:IUCN status | A2c; C2a(i)                                      | Decreasing              | basidiomycota | agaricomycetes    | agaricales       | cortinariaceae      |
| Pluteus bressollensis                    | Template:IUCN status | B1ab(i,ii,iii,v)+2ab(i,ii,iii,v)                 | Decreasing              | basidiomycota | agaricomycetes    | agaricales       | pluteaceae          |
| Pseudotricholoma metapodium              | Template:IUCN status | A2c+3c+4c                                        | Decreasing              | basidiomycota | agaricomycetes    | agaricales       | tricholomataceae    |
| Ramalina confertula                      | Template:IUCN status | D                                                | Stable                  | ascomycota    | lecanoromycetes   | lecanorales      | ramalinaceae        |
| Ramalina erosa                           | Template:IUCN status | D                                                | Stable                  | ascomycota    | lecanoromycetes   | lecanorales      | ramalinaceae        |
| Ramalina timdaliana                      | Template:IUCN status | D                                                | Unknown                 | ascomycota    | lecanoromycetes   | lecanorales      | ramalinaceae        |
| Ramaria verlotensis                      | Template:IUCN status | C1+2a(i)                                         | Unknown                 | basidiomycota | agaricomycetes    | gomphales        | gomphaceae          |
| Rhizopogon alexsmithii                   | Template:IUCN status | B2ab(ii,iv,v); C1+2a(i)                          | Decreasing              | basidiomycota | agaricomycetes    | boletales        | rhizopogonaceae     |
| Rinodina brodoana                        | Template:IUCN status | B2ab(v)                                          | Decreasing              | ascomycota    | lecanoromycetes   | teloschistales   | physciaceae         |
| Russula pleurogena                       | Template:IUCN status | C2a(ii)                                          | Decreasing              | basidiomycota | agaricomycetes    | russulales       | russulaceae         |
| Santessoniella crossophylla              | Template:IUCN status | B2ab(i,ii,iii,iv,v)                              | Decreasing              | ascomycota    | lecanoromycetes   | peltigerales     | pannariaceae        |
| Spongiforma squarepantsii                | Template:IUCN status | C2a(i)                                           | Decreasing              | basidiomycota | agaricomycetes    | boletales        | boletaceae          |
| Squamanita schreieri                     | Template:IUCN status | C2a(i)                                           | Decreasing              | basidiomycota | agaricomycetes    | agaricales       | tricholomataceae    |
| Sticta alpinotropica                     | Template:IUCN status | D                                                | Unknown                 | ascomycota    | lecanoromycetes   | peltigerales     | lobariaceae         |
| Sulcaria badia                           | Template:IUCN status | B2ab(i,ii,iii,iv,v)                              | Decreasing              | ascomycota    | lecanoromycetes   | lecanorales      | parmeliaceae        |
| Xerocomus griseo-olivaceus               | Template:IUCN status | C2a(ii)                                          | Decreasing              | basidiomycota | agaricomycetes    | boletales        | boletaceae          |
| Acantholichen galapagoensis              | Template:IUCN status | B1ab(iii)+2ab(iii); D2                           | Decreasing              | basidiomycota | agaricomycetes    | corticiales      | corticiaceae        |
| Agaricus pattersoniae                    | Template:IUCN status | C2a(i)                                           | Stable                  | basidiomycota | agaricomycetes    | agaricales       | agaricaceae         |
| Alessioporus ichnusanus                  | Template:IUCN status | C2a(i)                                           | Decreasing              | basidiomycota | agaricomycetes    | boletales        | boletaceae          |
| Aleurodiscus bernicchiae                 | Template:IUCN status | B2ab(ii,iii,v); C2a(i)                           | Decreasing              | basidiomycota | agaricomycetes    | russulales       | stereaceae          |
| Amanita aporema                          | Template:IUCN status | A2c+4c                                           | Decreasing              | basidiomycota | agaricomycetes    | agaricales       | amanitaceae         |
| Amanita elongatospora                    | Template:IUCN status | C1                                               | Decreasing              | basidiomycota | agaricomycetes    | agaricales       | amanitaceae         |
| Amanita morrisii                         | Template:IUCN status | C1                                               | Decreasing              | basidiomycota | agaricomycetes    | agaricales       | amanitaceae         |
| Amanita ristichii                        | Template:IUCN status | C2a(i)                                           | Decreasing              | basidiomycota | agaricomycetes    | agaricales       | amanitaceae         |
| Anthracoidea andina                      | Template:IUCN status | B2ab(ii,iii)                                     | Decreasing              | basidiomycota | ustilaginomycetes | ustilaginales    | anthracoideaceae    |
| Anthracoidea ortegae                     | Template:IUCN status | B2ab(ii,iii)                                     | Decreasing              | basidiomycota | ustilaginomycetes | ustilaginales    | anthracoideaceae    |
| Anthracophyllum pallidum                 | Template:IUCN status | D1                                               | Unknown                 | basidiomycota | agaricomycetes    | agaricales       | omphalotaceae       |
| Antrelloides atroceracea                 | Template:IUCN status | D1                                               | Decreasing              | ascomycota    | pezizomycetes     | pezizales        | pezizaceae          |
| Anzia centrifuga                         | Template:IUCN status | D2                                               | Unknown                 | ascomycota    | lecanoromycetes   | lecanorales      | parmeliaceae        |
| Arrhenia discorosea                      | Template:IUCN status | C2a(i)                                           | Decreasing              | basidiomycota | agaricomycetes    | agaricales       | hygrophoraceae      |
| Austroboletus viscidoviridis             | Template:IUCN status | C1                                               | Decreasing              | basidiomycota | agaricomycetes    | boletales        | boletaceae          |
| Baeospora myriadophylla                  | Template:IUCN status | C2a(i)                                           | Decreasing              | basidiomycota | agaricomycetes    | agaricales       | marasmiaceae        |
| Berggrenia aurantiaca                    | Template:IUCN status | D1                                               | Decreasing              | ascomycota    | incertae sedis    | incertae sedis   | incertae sedis      |
| Boletinellus merulioides                 | Template:IUCN status | A3e+4ce                                          | Decreasing              | basidiomycota | agaricomycetes    | boletales        | boletinellaceae     |
| Bondarcevomyces taxi                     | Template:IUCN status | C2a(i)                                           | Decreasing              | basidiomycota | agaricomycetes    | boletales        | tapinellaceae       |
| Bondarzewia retipora                     | Template:IUCN status | C2a(i); D1                                       | Decreasing              | basidiomycota | agaricomycetes    | russulales       | bondarzewiaceae     |
| Bovista paludosa                         | Template:IUCN status | A2c+3c+4c                                        | Decreasing              | basidiomycota | agaricomycetes    | agaricales       | agaricaceae         |
| Buchwaldoboletus lignicola               | Template:IUCN status | C2a(i)                                           | Decreasing              | basidiomycota | agaricomycetes    | boletales        | boletaceae          |
| Buglossoporus magnus                     | Template:IUCN status | D2                                               | Unknown                 | basidiomycota | agaricomycetes    | polyporales      | fomitopsidaceae     |
| Callistosporium vinosobrunneum           | Template:IUCN status | C1                                               | Decreasing              | basidiomycota | agaricomycetes    | agaricales       | tricholomataceae    |
| Caloplaca rinodinae-albae                | Template:IUCN status | D2                                               | Unknown                 | ascomycota    | lecanoromycetes   | teloschistales   | teloschistaceae     |
| Cetradonia linearis                      | Template:IUCN status | C1                                               | Decreasing              | ascomycota    | lecanoromycetes   | lecanorales      | cladoniaceae        |
| Clavaria zollingeri                      | Template:IUCN status | A2c+3c+4c                                        | Decreasing              | basidiomycota | agaricomycetes    | agaricales       | clavariaceae        |
| Cortinarius citrino-olivaceus            | Template:IUCN status | C2a(i)                                           | Decreasing              | basidiomycota | agaricomycetes    | agaricales       | cortinariaceae      |
| Cortinarius dalecarlicus                 | Template:IUCN status | C2a(i)                                           | Decreasing              | basidiomycota | agaricomycetes    | agaricales       | cortinariaceae      |
| Cortinarius haasii                       | Template:IUCN status | C2a(i)                                           | Decreasing              | basidiomycota | agaricomycetes    | agaricales       | cortinariaceae      |
| Cortinarius murellensis                  | Template:IUCN status | C2a(i)                                           | Decreasing              | basidiomycota | agaricomycetes    | agaricales       | cortinariaceae      |
| Cortinarius odoratus                     | Template:IUCN status | C2a(i)                                           | Decreasing              | basidiomycota | agaricomycetes    | agaricales       | cortinariaceae      |
| Cortinarius splendificus                 | Template:IUCN status | C2a(i)                                           | Decreasing              | basidiomycota | agaricomycetes    | agaricales       | cortinariaceae      |
| Cuphophyllus canescens                   | Template:IUCN status | A2c+3c+4c                                        | Decreasing              | basidiomycota | agaricomycetes    | agaricales       | hygrophoraceae      |
| Cuphophyllus colemannianus               | Template:IUCN status | A2c+3c+4c                                        | Decreasing              | basidiomycota | agaricomycetes    | agaricales       | hygrophoraceae      |
| Cuphophyllus lacmus                      | Template:IUCN status | A2c+3c+4c                                        | Decreasing              | basidiomycota | agaricomycetes    | agaricales       | hygrophoraceae      |
| Cuphophyllus lepidopus                   | Template:IUCN status | A2c+3c+4c                                        | Decreasing              | basidiomycota | agaricomycetes    | agaricales       | hygrophoraceae      |
| Cyttaria septentrionalis                 | Template:IUCN status | B2ab(iii,v); C2a(i)                              | Decreasing              | ascomycota    | leotiomycetes     | cyttariales      | cyttariaceae        |
| Entoloma bloxamii                        | Template:IUCN status | A2c+3c+4c                                        | Decreasing              | basidiomycota | agaricomycetes    | agaricales       | entolomataceae      |
| Entoloma griseocyaneum                   | Template:IUCN status | A2c+3c+4c                                        | Decreasing              | basidiomycota | agaricomycetes    | agaricales       | entolomataceae      |
| Entoloma porphyrophaeum                  | Template:IUCN status | A2c+3c+4c                                        | Decreasing              | basidiomycota | agaricomycetes    | agaricales       | entolomataceae      |
| Entoloma prunuloides                     | Template:IUCN status | A2c+3c+4c                                        | Decreasing              | basidiomycota | agaricomycetes    | agaricales       | entolomataceae      |
| Flammulina ononidis                      | Template:IUCN status | A2c+3c+4c                                        | Decreasing              | basidiomycota | agaricomycetes    | agaricales       | physalacriaceae     |
| Galeropsis polytrichoides                | Template:IUCN status | C2a(i)                                           | Decreasing              | basidiomycota | agaricomycetes    | agaricales       | bolbitiaceae        |
| Gliophorus europerplexus                 | Template:IUCN status | A2c+3c+4c                                        | Decreasing              | basidiomycota | agaricomycetes    | agaricales       | hygrophoraceae      |
| Gliophorus reginae                       | Template:IUCN status | A2c+3c+4c                                        | Decreasing              | basidiomycota | agaricomycetes    | agaricales       | hygrophoraceae      |
| Gyroporus punctatus                      | Template:IUCN status | C2a(i); D1                                       | Decreasing              | basidiomycota | agaricomycetes    | boletales        | gyroporaceae        |
| Hapalopilus croceus                      | Template:IUCN status | A2c+3c+4c                                        | Decreasing              | basidiomycota | agaricomycetes    | polyporales      | polyporaceae        |
| Humidicutis peleae                       | Template:IUCN status | A3e+4e                                           | Decreasing              | basidiomycota | agaricomycetes    | agaricales       | hygrophoraceae      |
| Humidicutis poilena                      | Template:IUCN status | A3e+4e                                           | Unknown                 | basidiomycota | agaricomycetes    | agaricales       | hygrophoraceae      |
| Hydnellum compactum                      | Template:IUCN status | A2ace; C2a(i)                                    | Decreasing              | basidiomycota | agaricomycetes    | thelephorales    | bankeraceae         |
| Hydnellum gracilipes                     | Template:IUCN status | A2c+3c+4c                                        | Decreasing              | basidiomycota | agaricomycetes    | thelephorales    | bankeraceae         |
| Hydnellum mirabile                       | Template:IUCN status | A2c+3c+4c                                        | Decreasing              | basidiomycota | agaricomycetes    | thelephorales    | bankeraceae         |
| Hygrocybe citrinovirens                  | Template:IUCN status | A2c+3c+4c                                        | Decreasing              | basidiomycota | agaricomycetes    | agaricales       | hygrophoraceae      |
| Hygrocybe ingrata                        | Template:IUCN status | A2c+3c+4c                                        | Decreasing              | basidiomycota | agaricomycetes    | agaricales       | hygrophoraceae      |
| Hygrocybe lamalama                       | Template:IUCN status | A3ce+4ce                                         | Decreasing              | basidiomycota | agaricomycetes    | agaricales       | hygrophoraceae      |
| Hygrocybe ovina                          | Template:IUCN status | A2c+3c+4c                                        | Decreasing              | basidiomycota | agaricomycetes    | agaricales       | hygrophoraceae      |
| Hygrocybe punicea                        | Template:IUCN status | A2c+3c+4c                                        | Decreasing              | basidiomycota | agaricomycetes    | agaricales       | hygrophoraceae      |
| Hygrocybe spadicea                       | Template:IUCN status | A2c+3c+4c                                        | Decreasing              | basidiomycota | agaricomycetes    | agaricales       | hygrophoraceae      |
| Hygrocybe splendidissima                 | Template:IUCN status | A2c+3c+4c                                        | Decreasing              | basidiomycota | agaricomycetes    | agaricales       | hygrophoraceae      |
| Hygrocybe swanetica                      | Template:IUCN status | C2a(i)                                           | Decreasing              | basidiomycota | agaricomycetes    | agaricales       | hygrophoraceae      |
| Hygrophorus subviscifer                  | Template:IUCN status | A2c+3c+4c                                        | Decreasing              | basidiomycota | agaricomycetes    | agaricales       | hygrophoraceae      |
| Lactarius haugiae                        | Template:IUCN status | C2a(i)                                           | Decreasing              | basidiomycota | agaricomycetes    | russulales       | russulaceae         |
| Lenzitopsis oxycedri                     | Template:IUCN status | C2a(i)                                           | Decreasing              | basidiomycota | agaricomycetes    | thelephorales    | thelephoraceae      |
| Lepiota brunneolilacea                   | Template:IUCN status | D1                                               | Decreasing              | basidiomycota | agaricomycetes    | agaricales       | agaricaceae         |
| Lepiota scaberula                        | Template:IUCN status | D1+2                                             | Stable                  | basidiomycota | agaricomycetes    | agaricales       | agaricaceae         |
| Leptonia carnea                          | Template:IUCN status | C2a(i)                                           | Decreasing              | basidiomycota | agaricomycetes    | agaricales       | entolomataceae      |
| Lethariella togashii                     | Template:IUCN status | B2ab(iii)                                        | Decreasing              | ascomycota    | lecanoromycetes   | lecanorales      | parmeliaceae        |
| Leucoagaricus hesperius                  | Template:IUCN status | D1                                               | Unknown                 | basidiomycota | agaricomycetes    | agaricales       | agaricaceae         |
| Macrolepiota eucharis                    | Template:IUCN status | C1                                               | Decreasing              | basidiomycota | agaricomycetes    | agaricales       | agaricaceae         |
| Microglossum atropurpureum               | Template:IUCN status | A2c+3c+4c                                        | Decreasing              | ascomycota    | geoglossomycetes  | geoglossales     | geoglossaceae       |
| Neohygrocybe nitrata                     | Template:IUCN status | A2c+3c+4c                                        | Decreasing              | basidiomycota | agaricomycetes    | agaricales       | hygrophoraceae      |
| Paraxerula caussei                       | Template:IUCN status | C2a(i)                                           | Decreasing              | basidiomycota | agaricomycetes    | agaricales       | physalacriaceae     |
| Picipes rhizophilus                      | Template:IUCN status | C2a(i)                                           | Decreasing              | basidiomycota | agaricomycetes    | polyporales      | polyporaceae        |
| Pluteus fenzlii                          | Template:IUCN status | C2a(i)                                           | Decreasing              | basidiomycota | agaricomycetes    | agaricales       | pluteaceae          |
| Porpolomopsis calyptriformis             | Template:IUCN status | A2c+3c+4c                                        | Decreasing              | basidiomycota | agaricomycetes    | agaricales       | hygrophoraceae      |
| Pouzarella alissae                       | Template:IUCN status | D1                                               | Unknown                 | basidiomycota | agaricomycetes    | agaricales       | entolomataceae      |
| Ramaria purpurissima                     | Template:IUCN status | A2c; C1                                          | Decreasing              | basidiomycota | agaricomycetes    | gomphales        | gomphaceae          |
| Rubinoboletus rubinus                    | Template:IUCN status | C2a(i)                                           | Decreasing              | basidiomycota | agaricomycetes    | boletales        | boletaceae          |
| Sarcodon joeides                         | Template:IUCN status | A2c+3c+4c                                        | Decreasing              | basidiomycota | agaricomycetes    | thelephorales    | bankeraceae         |
| Sarcodon sp. nov. 'Wombat'               | Template:IUCN status | D1                                               | Unknown                 | basidiomycota | agaricomycetes    | thelephorales    | bankeraceae         |
| Sarcodontia crocea                       | Template:IUCN status | A2c+3c+4c                                        | Decreasing              | basidiomycota | agaricomycetes    | polyporales      | meruliaceae         |
| Stereopsis vitellina                     | Template:IUCN status | A2c+3c+4c                                        | Decreasing              | basidiomycota | agaricomycetes    | polyporales      | steriopsidaceae     |
| Trichoglossum walteri                    | Template:IUCN status | A2c+3c+4c                                        | Decreasing              | ascomycota    | geoglossomycetes  | geoglossales     | geoglossaceae       |
| Tricholoma acerbum                       | Template:IUCN status | A2c+3c+4c                                        | Decreasing              | basidiomycota | agaricomycetes    | agaricales       | tricholomataceae    |
| Tricholoma apium                         | Template:IUCN status | A2d+3d+4d                                        | Decreasing              | basidiomycota | agaricomycetes    | agaricales       | tricholomataceae    |
| Tricholoma borgsjoeënse                  | Template:IUCN status | A2c+3c+4c                                        | Decreasing              | basidiomycota | agaricomycetes    | agaricales       | tricholomataceae    |
| Tulostoma niveum                         | Template:IUCN status | B2ab(ii,iii,iv,v); C2a(i)                        | Decreasing              | basidiomycota | agaricomycetes    | agaricales       | agaricaceae         |
| Xanthoparmelia beccae                    | Template:IUCN status | B2ab(iii,iv,v); D1+2                             | Decreasing              | ascomycota    | lecanoromycetes   | lecanorales      | parmeliaceae        |
| Xeromphalina junipericola                | Template:IUCN status | C2a(i); D1                                       | Decreasing              | basidiomycota | agaricomycetes    | agaricales       | mycenaceae          |
| Amanita lepiotoides                      | Template:IUCN status | C1                                               | Decreasing              | basidiomycota | agaricomycetes    | agaricales       | amanitaceae         |
| Amanita westii                           | Template:IUCN status | D1                                               | Unknown                 | basidiomycota | agaricomycetes    | agaricales       | amanitaceae         |
| Armillaria ectypa                        | Template:IUCN status |                                                  | Decreasing              | basidiomycota | agaricomycetes    | agaricales       | physalacriaceae     |
| Ascoclavulina sakaii                     | Template:IUCN status | D1                                               | Unknown                 | ascomycota    | leotiomycetes     | helotiales       | helotiaceae         |
| Beenakia dacostae                        | Template:IUCN status | C1                                               | Decreasing              | basidiomycota | agaricomycetes    | gomphales        | clavariadelphaceae  |
| Boletopsis grisea                        | Template:IUCN status | A2c+3c+4c                                        | Decreasing              | basidiomycota | agaricomycetes    | thelephorales    | bankeraceae         |
| Boletus aurantiosplendens                | Template:IUCN status | D1                                               | Unknown                 | basidiomycota | agaricomycetes    | boletales        | boletaceae          |
| Boletus loyita                           | Template:IUCN status | B2b(iii)                                         | Decreasing              | basidiomycota | agaricomycetes    | boletales        | boletaceae          |
| Boletus putidus                          | Template:IUCN status | B2b(iii)                                         | Decreasing              | basidiomycota | agaricomycetes    | boletales        | boletaceae          |
| Catathelasma imperiale                   | Template:IUCN status | A2c+3c+4c                                        | Decreasing              | basidiomycota | agaricomycetes    | agaricales       | tricholomataceae    |
| Cortinarius atrovirens                   | Template:IUCN status | A2c+3c+4c; C2a(i)                                | Decreasing              | basidiomycota | agaricomycetes    | agaricales       | cortinariaceae      |
| Cortinarius cupreorufus                  | Template:IUCN status |                                                  | Decreasing              | basidiomycota | agaricomycetes    | agaricales       | cortinariaceae      |
| Cortinarius eucaeruleus                  | Template:IUCN status | A2c+3c+4c                                        | Decreasing              | basidiomycota | agaricomycetes    | agaricales       | cortinariaceae      |
| Cortinarius ionochlorus                  | Template:IUCN status | A2c+3c+4c                                        | Decreasing              | basidiomycota | agaricomycetes    | agaricales       | cortinariaceae      |
| Cortinarius meinhardii                   | Template:IUCN status | A2c+3c+4c                                        | Decreasing              | basidiomycota | agaricomycetes    | agaricales       | cortinariaceae      |
| Cortinarius pinophilus                   | Template:IUCN status | A2c+3c+4c                                        | Decreasing              | basidiomycota | agaricomycetes    | agaricales       | cortinariaceae      |
| Cortinarius suaveolens                   | Template:IUCN status | A2c+3c+4c                                        | Decreasing              | basidiomycota | agaricomycetes    | agaricales       | cortinariaceae      |
| Entoloma excentricum                     | Template:IUCN status | A2c+3c+4c                                        | Decreasing              | basidiomycota | agaricomycetes    | agaricales       | entolomataceae      |
| Gastrosporium simplex                    | Template:IUCN status | A2c+3c+4c                                        | Decreasing              | basidiomycota | agaricomycetes    | boletales        | gastrosporiaceae    |
| Geoglossum difforme                      | Template:IUCN status | A2c+3c+4c                                        | Decreasing              | ascomycota    | geoglossomycetes  | geoglossales     | geoglossaceae       |
| Gyromitra korshinskii                    | Template:IUCN status | A2c+3c+4c; C2a(i)                                | Decreasing              | ascomycota    | pezizomycetes     | pezizales        | discinaceae         |
| Haploporus odorus                        | Template:IUCN status | A2c+3c+4c                                        | Decreasing              | basidiomycota | agaricomycetes    | polyporales      | polyporaceae        |
| Humidicutis arcohastata                  | Template:IUCN status | C1+2a(i)                                         | Decreasing              | basidiomycota | agaricomycetes    | agaricales       | hygrophoraceae      |
| Hygrocybe coccineocrenata                | Template:IUCN status | A2c+3c+4c                                        | Decreasing              | basidiomycota | agaricomycetes    | agaricales       | hygrophoraceae      |
| Hygrophoropsis umbriceps                 | Template:IUCN status | C1+2a(i)                                         | Decreasing              | basidiomycota | agaricomycetes    | boletales        | hygrophoropsidaceae |
| Laccaria maritima                        | Template:IUCN status | A2c                                              | Decreasing              | basidiomycota | agaricomycetes    | agaricales       | hydnangiaceae       |
| Leptogium rivulare                       | Template:IUCN status |                                                  | Decreasing              | ascomycota    | lecanoromycetes   | peltigerales     | collemataceae       |
| Leucoagaricus dyscritus                  | Template:IUCN status | D1                                               | Unknown                 | basidiomycota | agaricomycetes    | agaricales       | agaricaceae         |
| Mycena flavovirens                       | Template:IUCN status | D1                                               | Decreasing              | basidiomycota | agaricomycetes    | agaricales       | mycenaceae          |
| Neoalbatrellus subcaeruleoporus          | Template:IUCN status | D1                                               | Unknown                 | basidiomycota | agaricomycetes    | russulales       | incertae sedis      |
| Perenniporia medulla-panis               | Template:IUCN status | A2c+3c                                           | Decreasing              | basidiomycota | agaricomycetes    | polyporales      | polyporaceae        |
| Pseudoplectania melaena                  | Template:IUCN status | A2c+3c+4c                                        | Decreasing              | ascomycota    | pezizomycetes     | pezizales        | sarcosomataceae     |
| Ramaria rufescens                        | Template:IUCN status | A2c+3c+4c; C2a(i)                                | Decreasing              | basidiomycota | agaricomycetes    | gomphales        | gomphaceae          |
| Rhodotus palmatus                        | Template:IUCN status | A3c+4c                                           | Decreasing              | basidiomycota | agaricomycetes    | agaricales       | physalacriaceae     |
| Rubroboletus dupainii                    | Template:IUCN status | C2a(i)                                           | Decreasing              | basidiomycota | agaricomycetes    | boletales        | boletaceae          |
| Rubroboletus rhodoxanthus                | Template:IUCN status | A2c+3c+4c; C2a(i)                                | Decreasing              | basidiomycota | agaricomycetes    | boletales        | boletaceae          |
| Russula albolutescens                    | Template:IUCN status | A2c+3c+4c                                        | Decreasing              | basidiomycota | agaricomycetes    | russulales       | russulaceae         |
| Sarcodon leucopus                        | Template:IUCN status | A2c+3c+4c                                        | Decreasing              | basidiomycota | agaricomycetes    | thelephorales    | bankeraceae         |
| Sarcosoma globosum                       | Template:IUCN status |                                                  | Decreasing              | ascomycota    | pezizomycetes     | pezizales        | sarcosomataceae     |
| Stereopsis humphreyi                     | Template:IUCN status | C2a(i)                                           | Decreasing              | basidiomycota | agaricomycetes    | polyporales      | steriopsidaceae     |
| Agaricus arvensis                        | Template:IUCN status |                                                  | Stable                  | basidiomycota | agaricomycetes    | agaricales       | agaricaceae         |
| Agaricus bitorquis                       | Template:IUCN status |                                                  | Stable                  | basidiomycota | agaricomycetes    | agaricales       | agaricaceae         |
| Agaricus campestris                      | Template:IUCN status |                                                  | Stable                  | basidiomycota | agaricomycetes    | agaricales       | agaricaceae         |
| Agaricus sylvaticus                      | Template:IUCN status |                                                  | Stable                  | basidiomycota | agaricomycetes    | agaricales       | agaricaceae         |
| Albatrellus confluens                    | Template:IUCN status |                                                  | Stable                  | basidiomycota | agaricomycetes    | russulales       | albatrellaceae      |
| Amanita caesarea                         | Template:IUCN status |                                                  | Unknown                 | basidiomycota | agaricomycetes    | agaricales       | amanitaceae         |
| Amanita pumatona                         | Template:IUCN status |                                                  | Unknown                 | basidiomycota | agaricomycetes    | agaricales       | amanitaceae         |
| Amanita xanthocephala                    | Template:IUCN status |                                                  | Stable                  | basidiomycota | agaricomycetes    | agaricales       | amanitaceae         |
| Amylocystis lapponica                    | Template:IUCN status |                                                  | Decreasing              | basidiomycota | agaricomycetes    | polyporales      | fomitopsidaceae     |
| Boletus edulis                           | Template:IUCN status |                                                  | Stable                  | basidiomycota | agaricomycetes    | boletales        | boletaceae          |
| Boletus pinophilus                       | Template:IUCN status |                                                  | Stable                  | basidiomycota | agaricomycetes    | boletales        | boletaceae          |
| Boletus reticulatus                      | Template:IUCN status |                                                  | Stable                  | basidiomycota | agaricomycetes    | boletales        | boletaceae          |
| Boletus subalpinus                       | Template:IUCN status |                                                  | Stable                  | basidiomycota | agaricomycetes    | boletales        | boletaceae          |
| Bondarzewia kirkii                       | Template:IUCN status |                                                  | Stable                  | basidiomycota | agaricomycetes    | russulales       | bondarzewiaceae     |
| Calocybe gambosa                         | Template:IUCN status |                                                  | Stable                  | basidiomycota | agaricomycetes    | agaricales       | lyophyllaceae       |
| Cantharellula umbonata                   | Template:IUCN status |                                                  | Stable                  | basidiomycota | agaricomycetes    | agaricales       | tricholomataceae    |
| Clitopilus prunulus                      | Template:IUCN status |                                                  | Stable                  | basidiomycota | agaricomycetes    | agaricales       | entolomataceae      |
| Coprinus comatus                         | Template:IUCN status |                                                  | Stable                  | basidiomycota | agaricomycetes    | agaricales       | agaricaceae         |
| Cortinarius caperatus                    | Template:IUCN status |                                                  | Stable                  | basidiomycota | agaricomycetes    | agaricales       | cortinariaceae      |
| Everniastrum nepalense                   | Template:IUCN status |                                                  | Unknown                 | ascomycota    | lecanoromycetes   | lecanorales      | parmeliaceae        |
| Flammulina velutipes                     | Template:IUCN status |                                                  | Stable                  | basidiomycota | agaricomycetes    | agaricales       | physalacriaceae     |
| Gomphidius glutinosus                    | Template:IUCN status |                                                  | Stable                  | basidiomycota | agaricomycetes    | boletales        | gomphidiaceae       |
| Gomphidius roseus                        | Template:IUCN status |                                                  | Stable                  | basidiomycota | agaricomycetes    | boletales        | gomphidiaceae       |
| Hericium erinaceus                       | Template:IUCN status |                                                  | Decreasing              | basidiomycota | agaricomycetes    | russulales       | hericiaceae         |
| Hydnellum cyanopodium                    | Template:IUCN status |                                                  | Decreasing              | basidiomycota | agaricomycetes    | thelephorales    | bankeraceae         |
| Hydnum repandum                          | Template:IUCN status |                                                  | Stable                  | basidiomycota | agaricomycetes    | cantharellales   | hydnaceae           |
| Hygrophorus hypothejus                   | Template:IUCN status |                                                  | Stable                  | basidiomycota | agaricomycetes    | agaricales       | hygrophoraceae      |
| Hygrophorus olivaceoalbus                | Template:IUCN status |                                                  | Stable                  | basidiomycota | agaricomycetes    | agaricales       | hygrophoraceae      |
| Hypholoma capnoides                      | Template:IUCN status |                                                  | Stable                  | basidiomycota | agaricomycetes    | agaricales       | hymenogastraceae    |
| Imleria badia                            | Template:IUCN status |                                                  | Stable                  | basidiomycota | agaricomycetes    | boletales        | boletaceae          |
| Kuehneromyces mutabilis                  | Template:IUCN status |                                                  | Stable                  | basidiomycota | agaricomycetes    | agaricales       | strophariaceae      |
| Lactarius rubidus                        | Template:IUCN status |                                                  | Stable                  | basidiomycota | agaricomycetes    | russulales       | russulaceae         |
| Lycoperdon perlatum                      | Template:IUCN status |                                                  | Stable                  | basidiomycota | agaricomycetes    | agaricales       | agaricaceae         |
| Mitrulinia sp. nov. 'New Zealand'        | Template:IUCN status |                                                  | Unknown                 | ascomycota    | leotiomycetes     | helotiales       | sclerotiniaceae     |
| Montagnea radiosa                        | Template:IUCN status |                                                  | Unknown                 | basidiomycota | agaricomycetes    | agaricales       | agaricaceae         |
| Orbiliopsis callistea                    | Template:IUCN status |                                                  | Unknown                 | ascomycota    | leotiomycetes     | helotiales       | incertae sedis      |
| Phaeophyscia hispidula                   | Template:IUCN status |                                                  | Unknown                 | ascomycota    | lecanoromycetes   | teloschistales   | physciaceae         |
| Phylloporus pelletieri                   | Template:IUCN status |                                                  | Unknown                 | basidiomycota | agaricomycetes    | boletales        | boletaceae          |
| Poronia punctata                         | Template:IUCN status |                                                  | Decreasing              | ascomycota    | sordariomycetes   | xylariales       | xylariaceae         |
| Russula aeruginea                        | Template:IUCN status |                                                  | Stable                  | basidiomycota | agaricomycetes    | russulales       | russulaceae         |
| Russula claroflava                       | Template:IUCN status |                                                  | Stable                  | basidiomycota | agaricomycetes    | russulales       | russulaceae         |
| Russula decolorans                       | Template:IUCN status |                                                  | Stable                  | basidiomycota | agaricomycetes    | russulales       | russulaceae         |
| Russula galbana                          | Template:IUCN status |                                                  | Decreasing              | basidiomycota | agaricomycetes    | russulales       | russulaceae         |
| Russula miniata                          | Template:IUCN status |                                                  | Unknown                 | basidiomycota | agaricomycetes    | russulales       | russulaceae         |
| Russula paludosa                         | Template:IUCN status |                                                  | Stable                  | basidiomycota | agaricomycetes    | russulales       | russulaceae         |
| Russula vesca                            | Template:IUCN status |                                                  | Stable                  | basidiomycota | agaricomycetes    | russulales       | russulaceae         |
| Russula vinosa                           | Template:IUCN status |                                                  | Stable                  | basidiomycota | agaricomycetes    | russulales       | russulaceae         |
| Squamanita pearsonii                     | Template:IUCN status |                                                  | Unknown                 | basidiomycota | agaricomycetes    | agaricales       | tricholomataceae    |
| Suillus bovinus                          | Template:IUCN status |                                                  | Stable                  | basidiomycota | agaricomycetes    | boletales        | suillaceae          |
| Suillus granulatus                       | Template:IUCN status |                                                  | Stable                  | basidiomycota | agaricomycetes    | boletales        | suillaceae          |
| Suillus grevillei                        | Template:IUCN status |                                                  | Stable                  | basidiomycota | agaricomycetes    | boletales        | suillaceae          |
| Suillus lakei                            | Template:IUCN status |                                                  | Stable                  | basidiomycota | agaricomycetes    | boletales        | suillaceae          |
| Suillus luteus                           | Template:IUCN status |                                                  | Stable                  | basidiomycota | agaricomycetes    | boletales        | suillaceae          |
| Suillus variegatus                       | Template:IUCN status |                                                  | Stable                  | basidiomycota | agaricomycetes    | boletales        | suillaceae          |
| Amanita mumura                           | Template:IUCN status |                                                  | Unknown                 | basidiomycota | agaricomycetes    | agaricales       | amanitaceae         |
| Amanita sp. nov. 'zayantensis'           | Template:IUCN status |                                                  | Unknown                 | basidiomycota | agaricomycetes    | agaricales       | amanitaceae         |
| Biscogniauxia bartholomaei               | Template:IUCN status |                                                  | Unknown                 | ascomycota    | sordariomycetes   | xylariales       | xylariaceae         |
| Boletus peckii                           | Template:IUCN status |                                                  | Unknown                 | basidiomycota | agaricomycetes    | boletales        | boletaceae          |
| Chalciporus aurantiacus                  | Template:IUCN status |                                                  | Unknown                 | basidiomycota | agaricomycetes    | boletales        | boletaceae          |
| Cordierites acanthophorus                | Template:IUCN status |                                                  | Unknown                 | ascomycota    | leotiomycetes     | helotiales       | helotiaceae         |
| Cordyceps hauturu                        | Template:IUCN status |                                                  | Unknown                 | ascomycota    | sordariomycetes   | hypocreales      | cordycipitaceae     |
| Cordyceps kirkii                         | Template:IUCN status |                                                  | Unknown                 | ascomycota    | sordariomycetes   | hypocreales      | cordycipitaceae     |
| Cortinarius crypticus                    | Template:IUCN status |                                                  | Unknown                 | basidiomycota | agaricomycetes    | agaricales       | cortinariaceae      |
| Cortinarius nivalis                      | Template:IUCN status |                                                  | Unknown                 | basidiomycota | agaricomycetes    | agaricales       | cortinariaceae      |
| Dichomitus newhookii                     | Template:IUCN status |                                                  | Unknown                 | basidiomycota | agaricomycetes    | polyporales      | polyporaceae        |
| Flammulina stratosa                      | Template:IUCN status |                                                  | Unknown                 | basidiomycota | agaricomycetes    | agaricales       | physalacriaceae     |
| Geastrum hungaricum                      | Template:IUCN status |                                                  | Decreasing              | basidiomycota | agaricomycetes    | geastrales       | geastraceae         |
| Geastrum pouzarii                        | Template:IUCN status |                                                  | Unknown                 | basidiomycota | agaricomycetes    | geastrales       | geastraceae         |
| Lactarius cordovaensis                   | Template:IUCN status |                                                  | Unknown                 | basidiomycota | agaricomycetes    | russulales       | russulaceae         |
| Lepiota viridigleba                      | Template:IUCN status |                                                  | Unknown                 | basidiomycota | agaricomycetes    | agaricales       | agaricaceae         |
| Limacella solidipes                      | Template:IUCN status |                                                  | Unknown                 | basidiomycota | agaricomycetes    | agaricales       | amanitaceae         |
| Meiorganum neocaledonicum                | Template:IUCN status |                                                  | Unknown                 | basidiomycota | agaricomycetes    | boletales        | paxillaceae         |
| Melanoleuca clelandii                    | Template:IUCN status |                                                  | Unknown                 | basidiomycota | agaricomycetes    | agaricales       | tricholomataceae    |
| Oudemansiella turbinispora               | Template:IUCN status |                                                  | Unknown                 | basidiomycota | agaricomycetes    | agaricales       | physalacriaceae     |
| Resinoporia piceata                      | Template:IUCN status |                                                  | Decreasing              | basidiomycota | agaricomycetes    | polyporales      | fomitopsidaceae     |
| Thuemenidium sp. nov. 'Australasia'      | Template:IUCN status |                                                  | Unknown                 | ascomycota    | geoglossomycetes  | geoglossales     | geoglossaceae       |

## Elenchi NZTCS

### Critico a livello nazionale
- Austrogaster novaezelandiae - Una località
- Berggrenia cyclospora - Una località
- Cantharellus elsae - Una località
- Chalciporus aurantiacus
- Chlorovibrissea bicolor - Una località
- Chlorovibrissea melanochlora - Una località
- Chlorovibrissea tasmanica - Una località
- Claustula fischeri KM Curtis, 1926 - "Uovo di Fischer", Dati insufficienti, stabile, minacciati all'estero, Una località
- Colpoma nothofagi
- Cordierites acanthophora - Una località
- Dichomitus newhookii
- Ganoderma sp. "Awaroa" - (mensola di Pukatea) indotta dall'uomo
- Gomphus dingleyae - Una località
- Gomphus novaezelandiae - Una località
- Gyroporus castaneus - Una località
- Hysterangium youngii - Una località
- Inonotus condromyelus
- Lactarius maruiaensis - Una località
- Phallobata alba
- Phanerochaete citrina - Una località
- Phanerochaete corymbata - Una località
- Phanerochaete luteoaurantiaca - Una località
- Polyporus septosporus PK Buchanan & Ryvarden, 1998 - Polyporo con setti a base di setti, Dati insufficienti, Minacciati all'estero, Una località
- Puccinia embergeriae McKenzie & P.R. Johnst. ined. - Chatham Island sow thistle rust, Stabile, Una località
- Puccinia freycinetiae - Una località
- Ramaria aureorhiza - Una località
- Ramaria avellaneovertex - Una località
- Ramaria basirobusta - Una località
- Ramaria junquilleovertex - Una località
- Ramaria piedmontiana - Una località
- Ramariopsis avellanea - Una località
- Ramariopsis avellaneoinversa - Una località
- Ramariopsis tortuosa - Una località
- Russula inquinata - Dati insufficienti, Una località
- Russula littoralis - Una località
- Russula miniata - Dati insufficienti, Una località
- Russula papakaiensis - Dati insufficienti, Una località
- Russula pleurogena - Una località
- Russula solitaria - Dati insufficienti, una località
- Russula vivida McNabb, 1973 - Dati insufficienti
- Sarcosoma orientale
- Squamanita squarrulosa - Una località
- Thaxterogaster cartilagineus - Una località
- Genere non descritto di Trichocomaceae - Dati insufficienti
- Uredo chathamica - Una località
- Uredo salicorniae
- Volvariella surrecta - Una località
- Xylaria wellingtonensis - Una località
- Xylaria zealandica - Una località

### Serio declino
- Melampsora novaezelandiae

### Declino graduale
- Diaporthe sp. 1 - Conservazione dipendente, indotta dall'uomo
- Diaporthe sp. 2 - Conservazione dipendente, indotta dall'uomo
- Glonium sp. - Fluttuazioni estreme e dipendenti dalla conservazione
- Leucostoma sp. 1 - Conservazione dipendente, indotta dall'uomo
- Leucostoma sp. 2 - Conservazione dipendente, indotta dall'uomo
- Pestalotiopsis sp. - Fluttuazioni estreme e dipendenti dalla conservazione
- Phomopsis sp. - Conservazione dipendente, una posizione
- Propoli desmoschoeni - Dipendente dalla conservazione, Fluttuazioni estreme
- Seimatosporium sp. - Dipendenze di conservazione, fluttuazioni estreme
- Truncatella sp. - Dipendenze di conservazione, fluttuazioni estreme

### scarso
- Asterinella intensa
- Lophodermium kaikawakae
- Mycosphaerella sp.
- Patellaria sp.
- Phyllosticta sp. - Fluttuazioni estreme